# Ghazi I al Irakului
Ghazi I al Iraqului (n. 21 martie 1912, Mecca, Hejaz Vilayet⁠(d), Imperiul Otoman – d. 4 aprilie 1939, Bagdad, Regatul Irakului⁠(d)) s-a născut la data de 21 martie 1912 ca unicul fiu al unui oarecare Faisal ibn Hussein. Deoarece tatăl său era în război, Ghazi a fost crescut de bunicul său, emirul de Mecca. „Ghazi” înseamnă „invadator” și i-a fost pus acest nume deoarece tatăl său era plecat la război. Când Ghazi avea 7 ani (deci în 1919) tatăl său e încoronat rege al Siriei dar e detronat de francezi un an mai târziu. Apoi, la 23 august 1921 tatăl lui Ghazi, Faisal, e încoronat Faisal I al Irakului. În 1924, pe când micul Ghazi avea 12 ani, tatăl său îl aduce la Bagdad, făcând și o scurtă vizită în Transiordania unde unchiul lui Ghazi, Abdullah, era emir. La data de 8 septembrie 1933 tatăl lui Ghazi moare. Atunci Ghazi, în vârstă de numai 21 de ani, e încoronat Rege al Irakului. 

## Domnia
S-a demonstrat că Ghazi era o fire mai dictatorială. A introdus un regim militar dictatorial și își făcea planuri de invadare a Kuweitului. Între 1935 și 1936 Irak a fost zguduit de revolte împotriva monarhiei. Revoltele au fost terminate scurt și sângeros la ordinele generalului Bakr Sidqi (cel responsabil și pentru masacrul asirienilor din august 1933). Bakr Sidqi e asasinat în 1937. Totuși, Ghazi a avut o domnie scurtă. A murit la 4 aprilie 1939 într-un accident de mașină. E succedat de fiul său, Faisal al II-lea.